# Erik Prosperin
Erik Prosperin est un astronome suédois né le 25 juillet 1739 à Närlinge, dans la paroisse de Björklinge, et mort le 4 avril 1803 à Uppsala.

## Biographie
Erik Prosperin entre à l'université d'Uppsala en 1751 et décroche son diplôme (fil. mag.) en 1761. Il occupe ensuite le poste de professeur d'observation astronomique dans cette même université à partir de 1773. Nommé professeur d'astronomie en 1797, il prend sa retraite l'année suivante. Il est membre de l'Académie royale des sciences de Suède à partir de 1771 et de la Société royale des sciences d'Uppsala à partir de 1774 (secrétaire à partir de 1786).
Prosperin s'intéresse principalement aux orbites des objets célestes. Il calcule les orbites de 84 comètes (parmi lesquelles celles de 1769, 1770 et 1795), ainsi que celles de la planète Uranus et de ses satellites, ou encore celle de l'astéroïde Cérès. Il a également laissé des textes concernant la planète Mercure et le transit de Vénus de 1769.
L'astéroïde (7292) Prosperin, découvert en 1992, est nommé en son honneur.